# 옐리자롭스카야역
옐리자롭스카야역(러시아어: Елизаровская)은 러시아 상트페테르부르크 시에 있는 상트페테르부르크 지하철 넵스코 바실레오스트롭스카야 선의 역이다. 1970년 12월 21일에 개통되었다.